# 3206 Wuhan
3206 Wuhan este un asteroid din centura principală, descoperit pe 13 noiembrie 1980 de Observatorul Zijinshan.